# NGC 7707
NGC 7707 (другие обозначения — PGC 71798, UGC 12683, MCG 7-48-12, ZWG 533.14, NPM1G +44.0415) — галактика в созвездии Андромеда.
Этот объект входит в число перечисленных в оригинальной редакции «Нового общего каталога».